# Múscul palmar menor
El múscul palmar menor o múscul palmar llarg (musculus palmaris longus), es pot observar com un petit tendó situat entre el múscul flexor radial del carp i el flexor cubital del carp, encara que no sempre és present. El múscul no es troba en un 14 per cent de la població; però, aquest nombre varia en gran manera segons la població, sent diferent entre els natius d'Àfrica, l'Àsia i les poblacions americanes. L'absència d'aquest múscul no té un efecte sobre la força d'adherència.
El palmar llarg és innervat pel nervi medià.

## Estructura, insercions
És un múscul prim, fusiforme, situat en la cara medial del flexor radial del carp.
S'origina en l'epicòndil medial de l'húmer mitjançant el tendó flexor comú, dels septes intermuscular i els músculs adjacents, i de la fàscia antebraquial.
S'insereix a través d'un tendó prim i aplanat, que passa per sobre de la part superior del retinacle flexor, i s'insereix en la part central del retinacle flexor i la part inferior de l'aponeurosi palmar, l'enviament d'una freqüència de lliscament tendinós als curts músculs del polze.

## Imatges

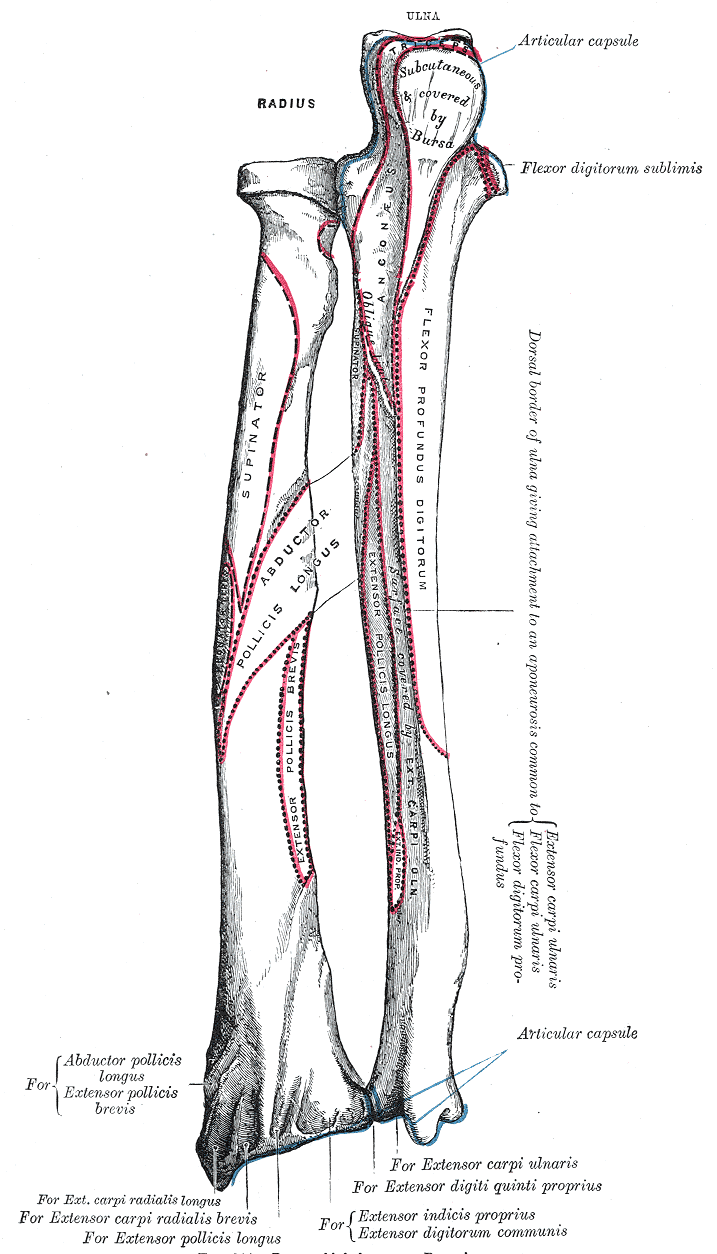
Cara posterior dels ossos de l'avantbraç esquerre.
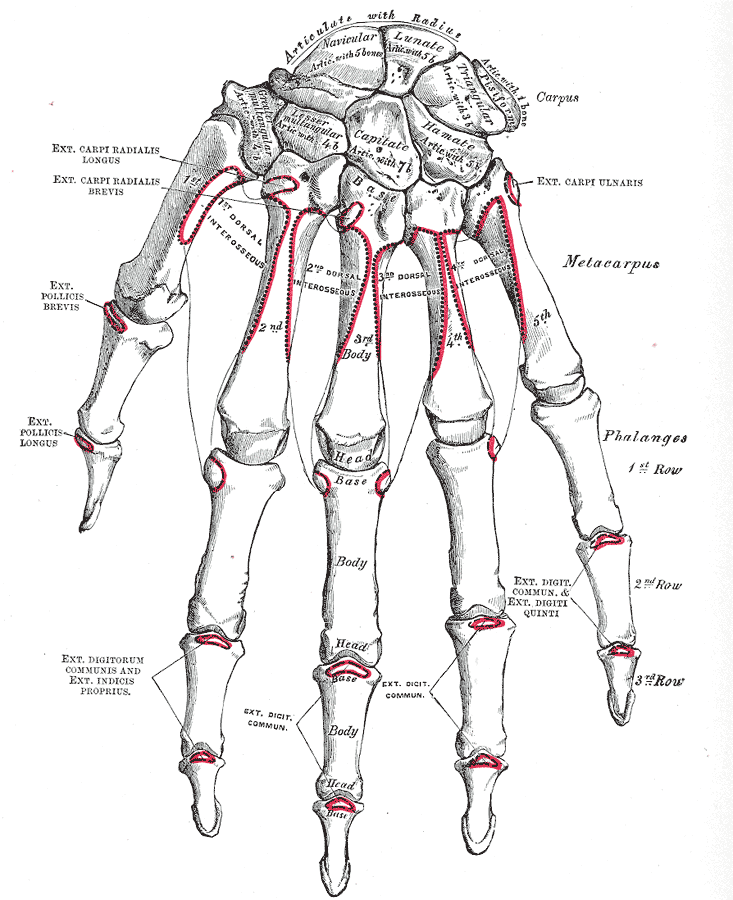
Superfície dorsal dels ossos de la mà esquerra.
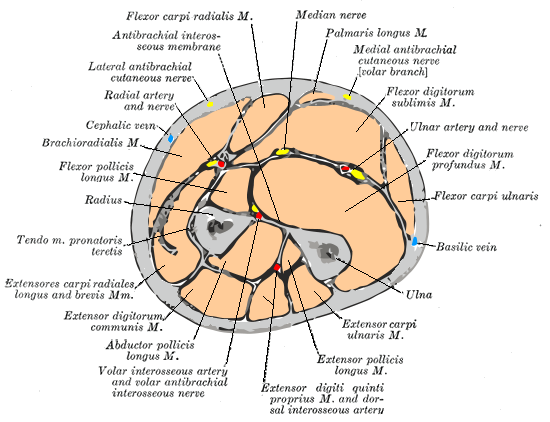
Secció transversal de la part mitjana de l'avantbraç.
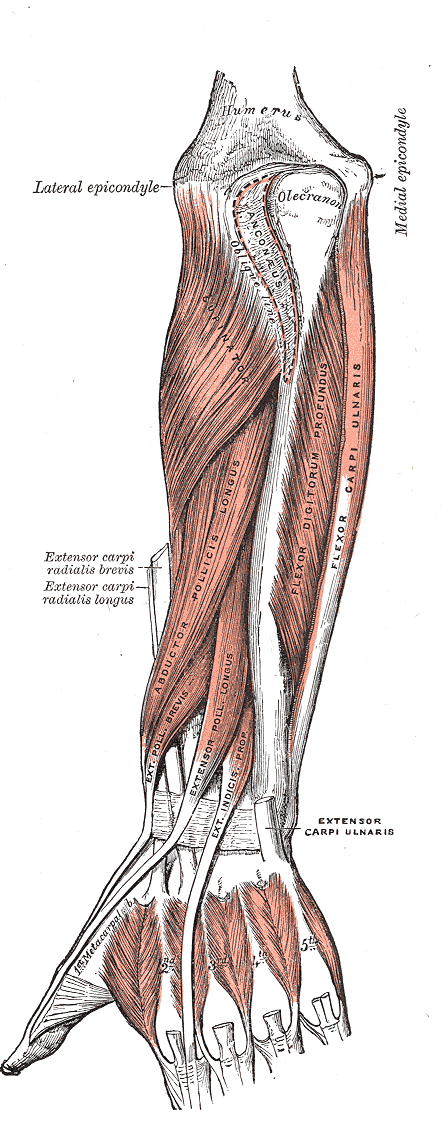
Superfície posterior de l'avantbraç. Músculs profunds.
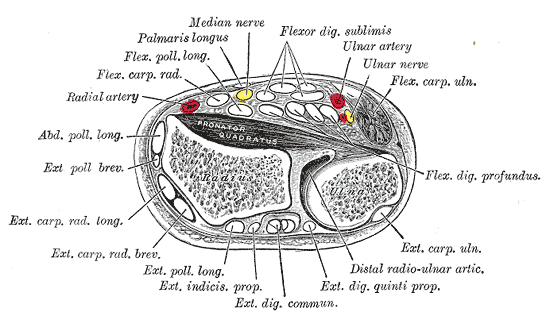
Secció transversal a través dels extrems distals del radi i el cúbit.
Secció transversal a nivell del canell i els dits.
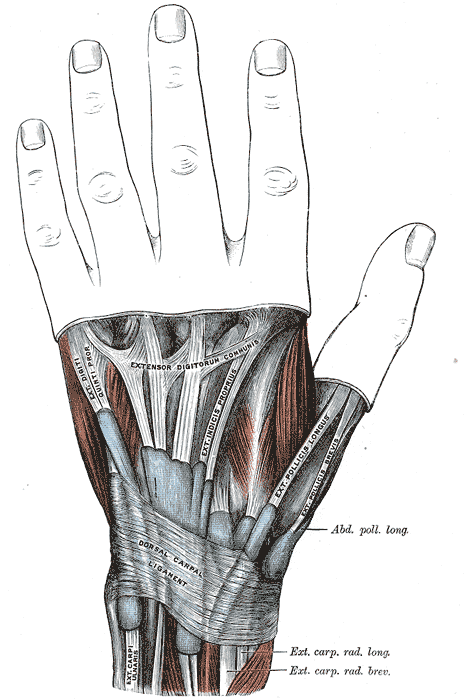
Beines mucoses dels tendons en la part posterior del canell.
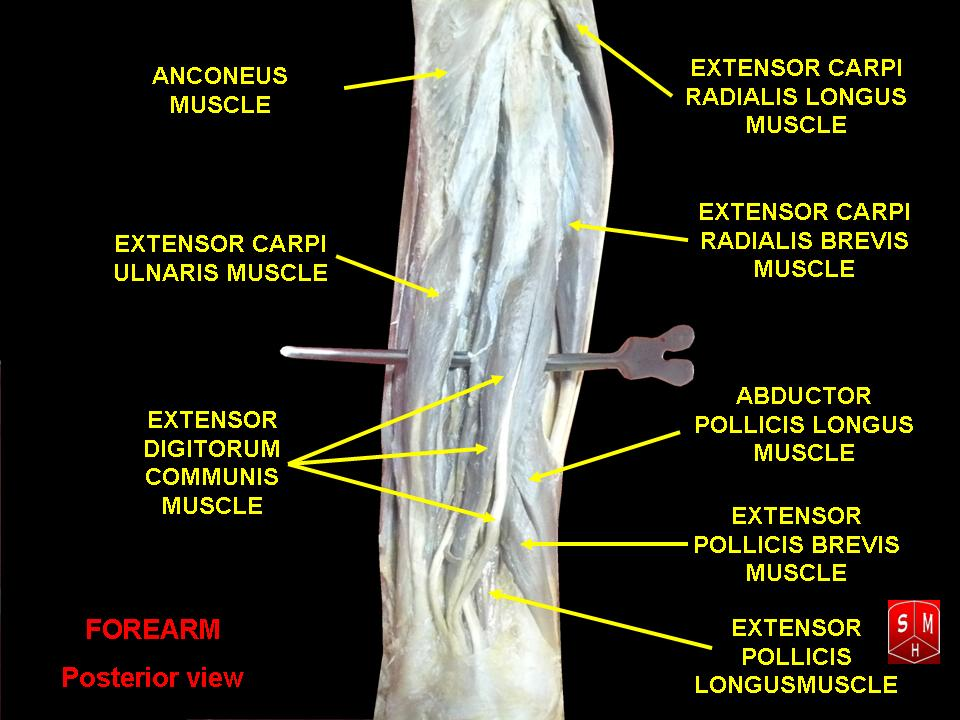
Múscul palmar menor
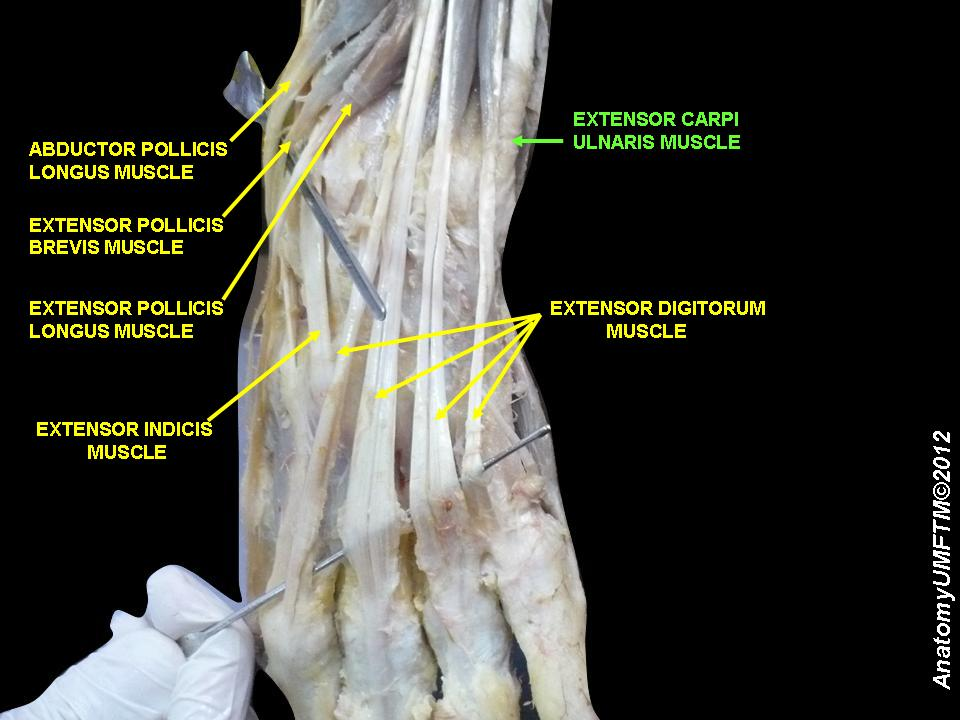
Múscul palmar menor
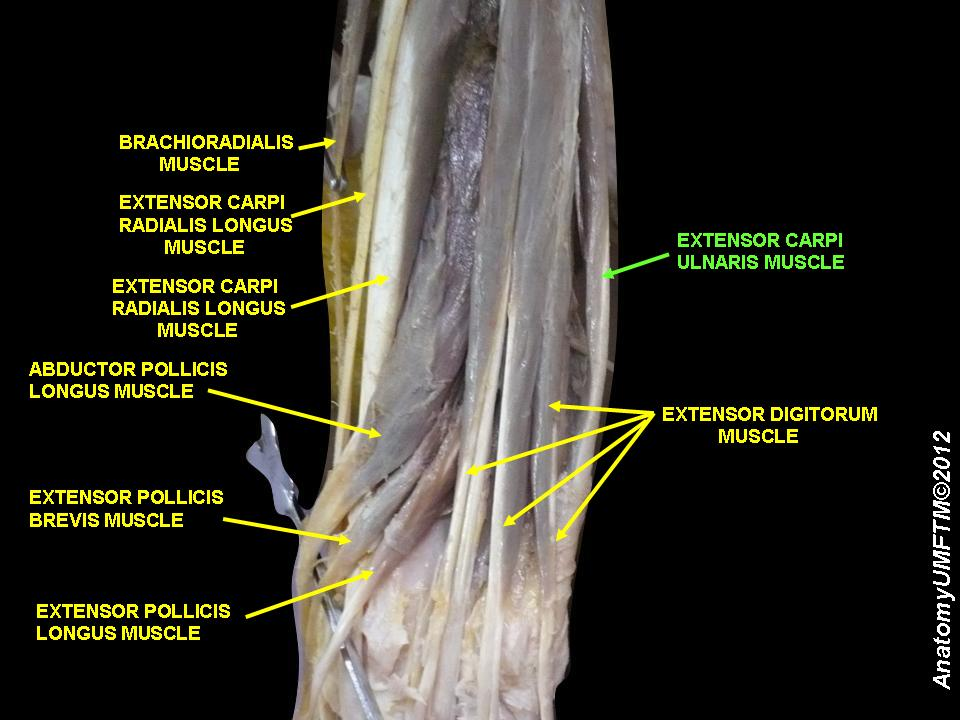
Múscul palmar menor